# Karl Theodor Keim

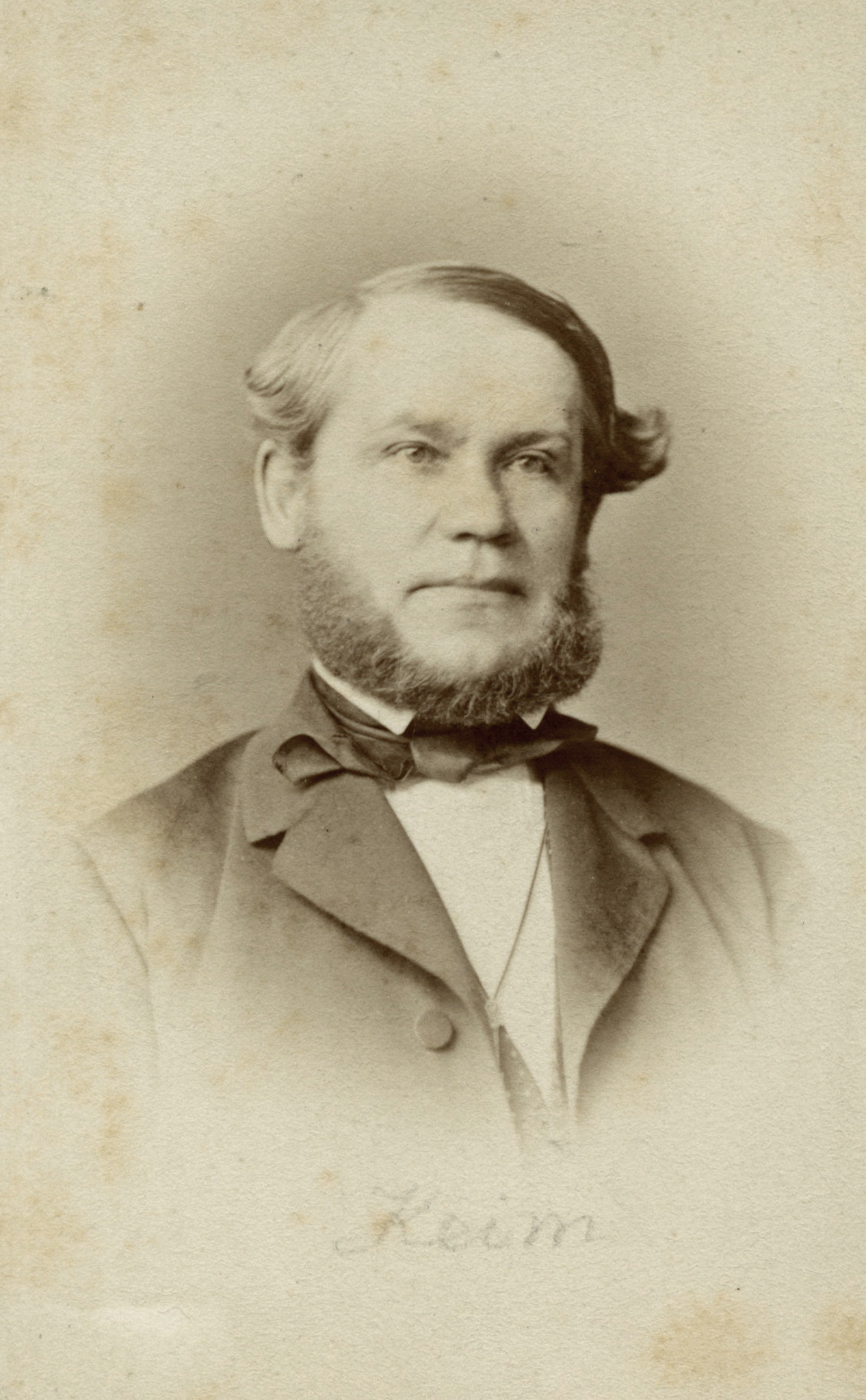
Karl Theodor Keim

Karl Theodor Keim (* 17. Dezember 1815 in Stuttgart; † 17. November 1878 in Gießen) war ein deutscher evangelischer Neutestamentler, Theologe und Kirchenhistoriker.

## Leben
Am Seminar Maulbronn wurde Karl Theodor Keim, der am 17. Dezember des Jahres 1815 in Stuttgart geboren wurde, in Theologie unterrichtet. Von 1851 bis 1855 war er Repetent an der theologischen Fakultät an der Universität Tübingen und wurde 1856 Diakon in Esslingen am Neckar. Als Student wurde er Mitglied der Tübinger Königsgesellschaft Roigel. Kurz vor dem Jahr 1861 wurde er an der Universität Zürich zum Professor der Theologie ernannt. 1873, zwölf Jahre danach, wurde er an die Theologische Fakultät der Universität Gießen berufen. Schon da war seine Gesundheit angeschlagen; am 17. November 1878 verstarb er schließlich dort an Neuropathie. In seinen letzten Tagen wurde Karl Keim von seiner Schwester gepflegt.

## Werke
- Die Reformation der Reichsstadt Ulm (1851)
- Schwäbische Reformationsgeschichte bis zum Augsburger Reichstag (1855)
- Reformationsblätter der Reichsstadt Eßlingen (1860)
- Ambrosius Blarer (1860)
- Der Uebertritt Konstantins des Großen zum Christenthum (1861)
- Der geschichtliche Christus (1865/1866)
- Aus dem Urchristenthum (1878)
- Celsus, Alethes logos. Wahres Wort. Älteste Streitschrift antiker Weltanschauung gegen das Christentum vom Jahr 178 n. Chr. Wiederhergestellt, aus d. Griech. übers., unters. und erl. von Karl Theodor Keim (1873)